# Manuel el Armenio

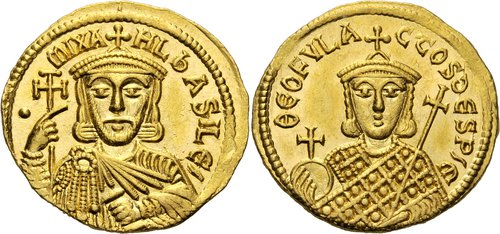
Sólido de Miguel I Rangabé y su coemperador Teofilacto

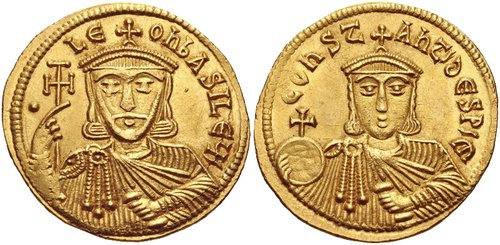
Sólido de León V el Armenio

Manuel el Armenio fue un general bizantino de origen armenio, activo desde c. 810 hasta su muerte en 838. Alcanzó los más altos rangos militares del Imperio bizantino, pero una conspiración palaciega lo forzó a refugiarse en la corte abasí en 829. Regresó al servicio bizantino al año siguiente y asumió el cargo de doméstico de las escolas.
De acuerdo con el cronista Simón Logoteta, murió el 27 de julio de 838 debido a las heridas sufridas al impedir la captura del emperador Teófilo (r. 829-842) durante la batalla de Anzen. No obstante, algunas crónicas sugieren que sobrevivió a este episodio y falleció alrededor de 860. Su sobrina, Teodora, se casó con el emperador Teófilo y ejerció como regente durante muchos años tras la muerte de este.

## Biografía
La familia de Manuel, de origen armenio, incluía a su hermano Marino, padre de la futura emperatriz bizantina Teodora. Las fuentes documentan por primera vez a Manuel durante el reinado de Miguel I Rangabé (r. 811-813) como protostrator (jefe de los establos imperiales), probablemente a sus veintitantos años. A pesar de instar a Miguel a oponerse a la proclamación de León V el Armenio (r. 813-820), tras la coronación del nuevo emperador, éste le otorgó el título de patricio y lo nombró strategos del Tema armeníaco, un cargo de máximo prestigio entre los comandantes y gobernadores de los temas del Imperio bizantino, ocupado previamente por el propio León antes de su ascenso al trono.
Según los historiadores John B. Bury y Warren Treadgold,[cita requerida] a principios de 819, Manuel recibió la designación de monostrategos (es decir, «general único») un cargo excepcional que le otorgaba el mando sobre cinco temas de Asia Menor por cerca de un año. Este nombramiento, sin embargo, buscó principalmente, más que fines estrictamente militares, sofocar la resistencia iconófila contra el restablecimiento de la iconoclasia. Por otro lado, los editores de la Prosopografía del mundo bizantino cuestionan este nombramiento, sugiriendo que podría derivar de una interpretación errónea de la fuente principal. Posiblemente continuó sirviendo como strategos del Tema anatólico bajo el emperador Miguel II (r. 820-829), aunque las fuentes no lo mencionan explícitamente.

### Fuga al califato abasí

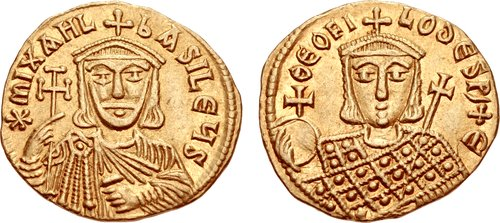
Sólido de Miguel II (r. 820-829) y su hijo Teófilo

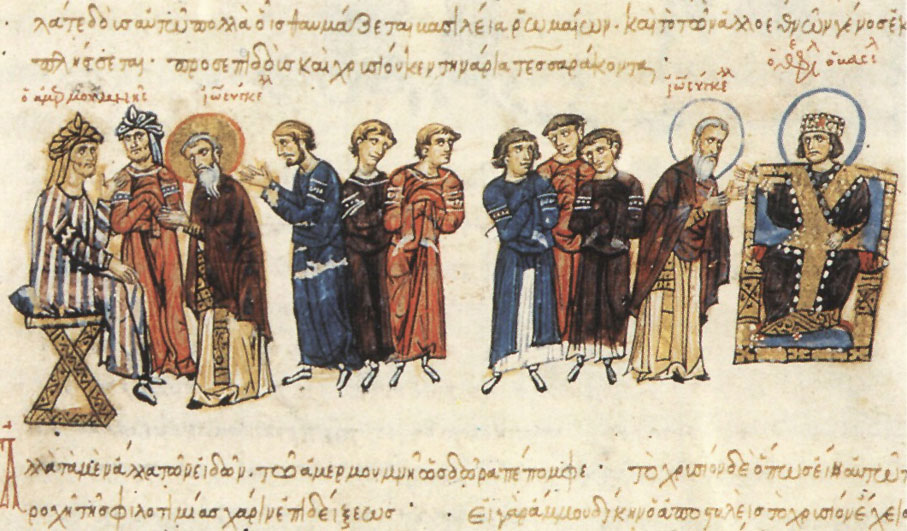
Embajada de Juan el Gramático en 829, entre el emperador Teófilo y el califa Al-Mamún

Poco después de la ascensión al trono del hijo y sucesor de Miguel II, Teófilo (r. 829-842), Manuel sufrió las maquinaciones en la corte: el logoteta del dromo (ministro de asuntos exteriores), Mirón, lo acusó de conspirar contra el nuevo emperador para apoderarse del trono. Teófilo dudó ante las acusaciones, pero el protovestiario (chambelán) León Chamaidracon y el sincelo Juan el Gramático finalmente lo convencieron de la inocencia del general. Manuel, sin embargo, no esperó el juicio del emperador y cruzó apresuradamente Asia Menor, con los carruajes que su cargo imperial le proporcionaba, y ofreció sus servicios al califa Al-Mamum (r. 813-833), con la condición de que no lo obligaran a convertirse al islam.
Según el historiador del siglo XIII Bardanes de Arevel, la alegría de Al-Mamun ante esta deserción fue tan grande que el califa le dio un salario diario de 1306 dírhams de plata y le ofreció regalos continuamente. El emperador Teófilo, a su vez, decidió intentar persuadirlo para que regresara y envió a Juan el Gramático a Bagdad en misión diplomática con el pretexto de anunciar la reciente asunción imperial al califa. Juan logró reunirse con Manuel en privado y le ofreció el indulto del emperador que,  parece, aceptó, aunque públicamente permaneció leal a los abasíes.
En el verano de 830, Manuel participó en una expedición abasí contra los rebeldes kurramitas de Babak Khorramdin, en Azerbaiyán, junto con un contingente de cautivos bizantinos. El propio hijo de Al-Mamun, Al-Abbas, dirigió personalmente la campaña, pero según Treadgold, es probable que el strategos armenio comandara realmente la campaña por ser el más experimentado. Tras conseguir algunas victorias modestas, el ejército regresó al sur. Manuel, quien probablemente para entonces se había ganado la confianza de sus compañeros árabes, sugirió que él y Al-Abbas comandaran una parte del ejército e invadieran la Capadocia bizantina a través del paso de Hadatha. Una vez al otro lado de las montañas, él y otros cautivos bizantinos neutralizaron a Al-Abbas y su escolta, tomaron sus armas y huyeron. Al-Babas y sus compañeros se quedaron atrás sin ser molestados y se les permitió regresar a territorio abasí.

### Doméstico de las escolas

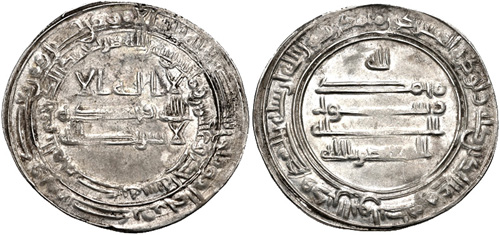
Dírham de Al-Mutasim

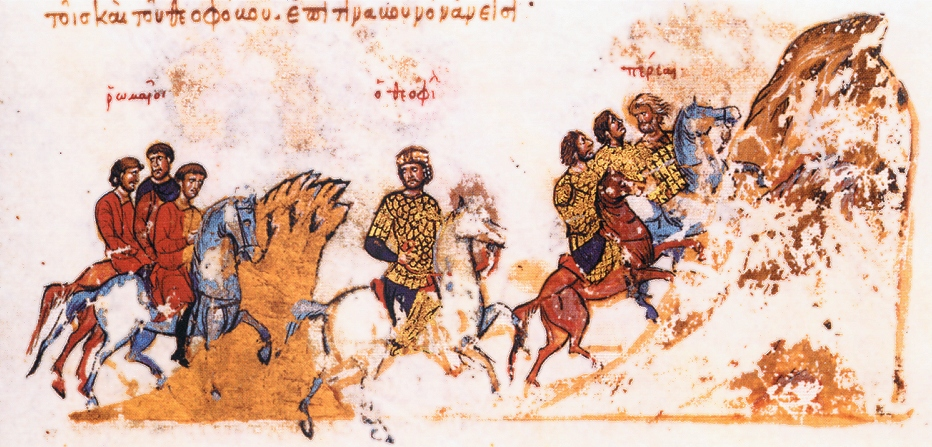
El ejército bizantino y Teófilo se retiran hacia una montaña después de la batalla de Anzen

El emperador Teófilo recibió a Manuel con gran entusiasmo y lo nombró magister officiorum, doméstico de las escolas y comandante de los tagmata, los regimentos de élite del Imperio bizantino. El flamante doméstico se consolidó como el principal general de Teófilo durante el resto de su vida. Además, como tío de la emperatriz Teodora, esposa de Teófilo, su posición en la corte se volvió sumamente sólida, un hecho reforzado por el papel del emperador como padrino de los hijos de Manuel.
En 831, Manuel acompañó a Teófilo en una campaña contra los árabes cilicianos. Los bizantinos sorprendieron a los árabes cerca del fuerte de Carsiano y les infligieron una contundente derrota: mataron a 1600 enemigos y capturaron a unos siete mil prisioneros. Las fuentes registran que el doméstico armenio también acompañó a Teófilo en su gran expedición de 837 contra ciudades árabes del norte de Mesopotamia, que culminó con el saqueo de Sozópetra y Arsamosata. Sin embargo, las atrocidades que los bizantinos cometieron tras la caída de Sozópetra provocaron una feroz campaña de represalia por parte del califa Al-Mutásim. Manuel acompañó nuevamente al emperador como su principal general, junto con Teófobo, comandante de los cuerpos «persas», conformados por refugiados kurramitas, en la batalla de Anzen, el 22 de julio de 838, donde las fuerzas del general Haydhar ibn Kawus al-Afshin derrotaron al ejército bizantino.
Durante la batalla, el ejército imperial se dispersó y huyó. Los árabes aprovecharon esta situación para rodear a Teófilo y su séquito en una colina, así como a unos dos mil soldados «persas». Cuando algunos de estos soldados comenzaron a conspirar para entregar al emperador en manos del enemigo, Manuel tomó las riendas del caballo del emperador y se lo llevó por la fuerza. Acompañado por algunos oficiales, logró atravesar las líneas árabes y puso a salvo a Teófilo en la cercana aldea de Chiliokomo. Durante su huida, Manuel sufrió heridas graves que, según el cronista Simón Logoteta, le causaron la muerte pocos días después, probablemente el 27 de julio de 838. Teófilo recibió sepultura en su palacio en Constantinopla, cerca de la Cisterna de Aspar, un lugar que más tarde se convirtió en el monasterio que lleva su nombre, comúnmente asociado con la mezquita de Kefeli.

### Posible vida después de 838

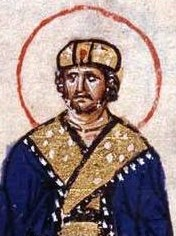
Emperador Miguel III. Iluminura en el Escilitzes de Madrid

Según las crónicas de José Genesio y Teófanes Continuatus, y posteriormente de Escilitzes y Zonaras, Manuel sobrevivió a sus heridas de la batalla de Anzen; supuestamente se curó milagrosamente tras renunciar a la iconoclasia a pedido de unos monjes. Asimismo, las crónicas afirman que, después de la muerte de Teófilo, habría formado parte del consejo de regencia para el nuevo emperador infante Miguel III (r. 842-867) junto con Teoctisto y Bardas, y que declinó el trono cuando el pueblo lo aclamó en el hipódromo. Estas fuentes también destacan su papel clave en la restauración de los iconos y su ascenso a protomagistro antes de enemistarse con Teoctisto y retirarse. Además, relatan que, a finales de la década de 850, nuevamente salvó la vida del emperador, ahora Miguel III, en otra batalla en Anzen y falleció poco después. Sin embargo, varios historiadores modernos cuestionan la veracidad de estos relatos. El bizantinista belga Henri Grégoire fue el primero en señalar la inconsistencia de estos relatos al confrontarlos con la narración de Simón Logoteta, sugiriendo que podrían ser una invención posterior de los monjes del monasterio que lleva su nombre, quienes lo veneraban como santo y buscaban redimirlo de su pasado iconoclasta. Warren Treadgold, consideró a Simón Logoteta más fiable y descartó también los registros sobre la vida de Manuel posteriores a 838.
Otros estudiosos modernos respaldan la posibilidad de que Manuel sobreviviera más allá de 838, basándose en un documento de mediados del siglo IX que menciona a «Manuel, patricio, protospatario imperial, magíster y bájulo del emperador». Este texto parece confirmar tanto su supervivencia, al menos durante los primeros años del reinado de Miguel III, como su rol particular como miembro de la regencia. No obstante, con respecto a los relatos sobre su actividad posterior, especialmente su supuesta participación en la restauración de los iconos y una segunda batalla de Anzen (claramente inspirada en los eventos de 838), los historiadores los consideran en gran medida ficticios. Sin embargo, la tradición de su muerte tras el fallecimiento de Teófilo (842) podría ser confiable, situándola probablemente entre los años 855 y 863.